# 65583 Theoklymenos
65583 Theoklymenos è un asteroide troiano di Giove del campo greco. Scoperto nel 1973, presenta un'orbita caratterizzata da un semiasse maggiore pari a 5,2122267 UA e da un'eccentricità di 0,0882818, inclinata di 8,11409° rispetto all'eclittica.
L'asteroide è dedicato all'indovino Teoclimeno.